# Epioecia kohleriana
Epioecia kohleriana är en fjärilsart som beskrevs av Petrowsky 1958. Epioecia kohleriana ingår i släktet Epioecia och familjen nattflyn. Inga underarter finns listade i Catalogue of Life.